# Beretta (singolo)
Beretta è un singolo del rapper italiano Massimo Pericolo, pubblicato il 17 luglio 2020 come primo estratto dal secondo album in studio Solo tutto.

## Tracce
Testi di Alessandro Vanetti, musiche di Crookers.
1. Beretta – 2:42

## Classifiche
| Classifica (2020) | Posizione massima |
| ----------------- | ----------------- |
| Italia            | 84                |